# Gornje Brijanje
Gornje Brijanje (cyr. Горње Бријање) – wieś w Serbii, w okręgu jablanickim, w gminie Bojnik. W 2011 roku liczyła 393 mieszkańców.